# Стилпон
Стилпон (на гръцки: Στίλπων) е древногръцки философ от Мегарската школа, чийто най-известен ученик е основателят на стоицизма Зенон от Китион.

## Биография
Роден е в Мегара около 360 година пр.н.е. Никоя от творбите му не е запазена. От диалозите, които се смятат за негови, са известни само заглавията. Принадлежи към Мегарската философска школа, но се знае малко за вижданията му, от малкото запазени фрагмента и негови цитирания. Цицерон разказва, че приятелите на Стилпон го описват като „силно пристрастен към виното и жените“, но че философията му е елиминирала тези наклонности.
Стилпон умира около 250 година пр.н.е.